# Micocoulier d'Afrique
Celtis africana
Espèce
Celtis africana, White stinkwood en anglais, le micocoulier d'Afrique, est une espèce de plantes à fleurs de la famille des Cannabaceae. C'est un grand arbre à feuilles caduques. IL se présente sous la forme d'un grand arbre dans les forêts, d'un arbre de taille moyenne dans le bushveld et les plaines, et sous forme d'un arbuste sur les sols rocheux. On le trouve au Yémen et largement en Afrique subsaharienne. C'est un arbre fréquemment rencontré dans le sud et l'est de l'Afrique australe. L'odeur dégagée par le bois vert fraîchement coupé est similaire à celle d'Ocotea bullata (black stinkwood en anglais).

## Description

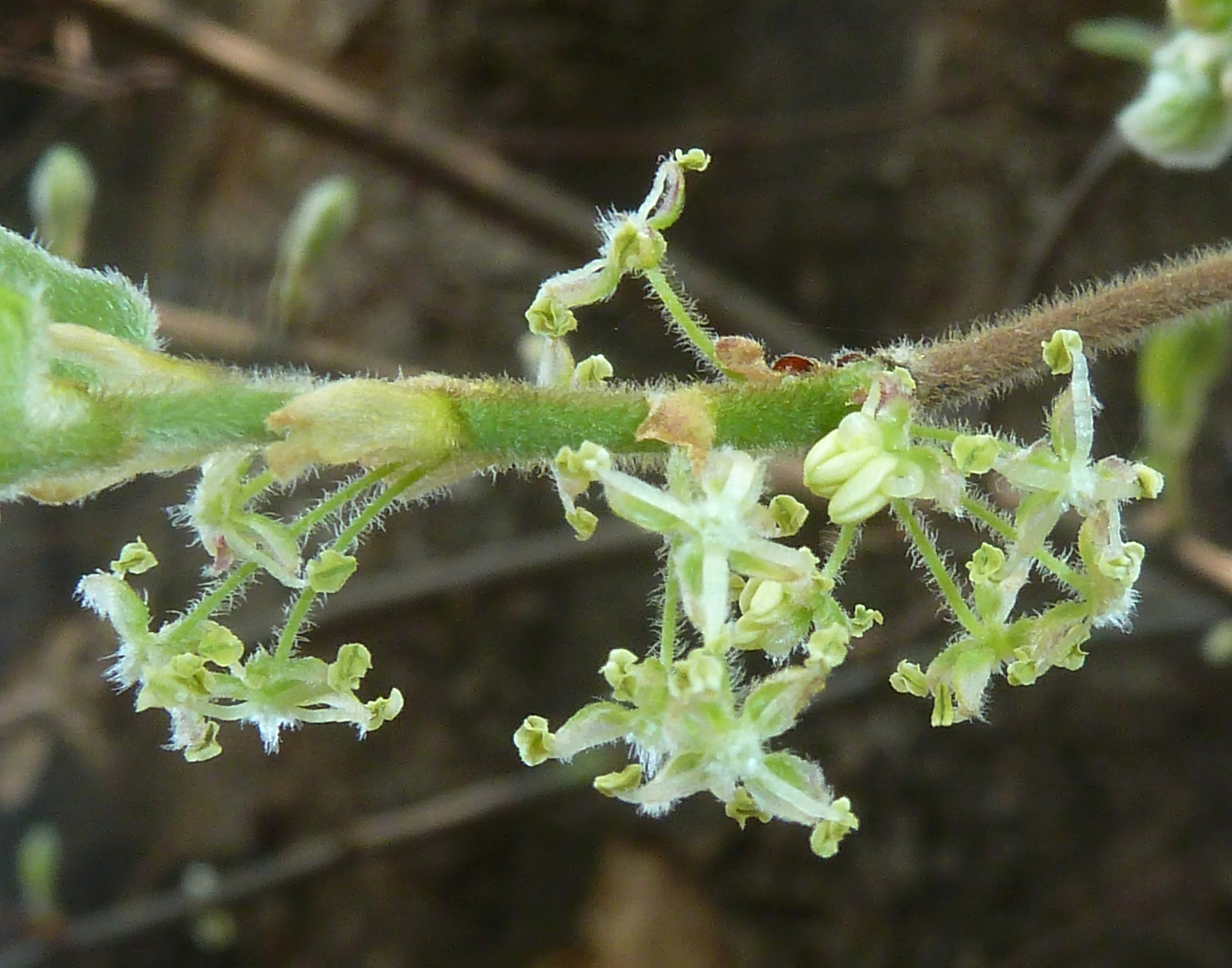
Fleurs à quatre tépales et quatre étamines.

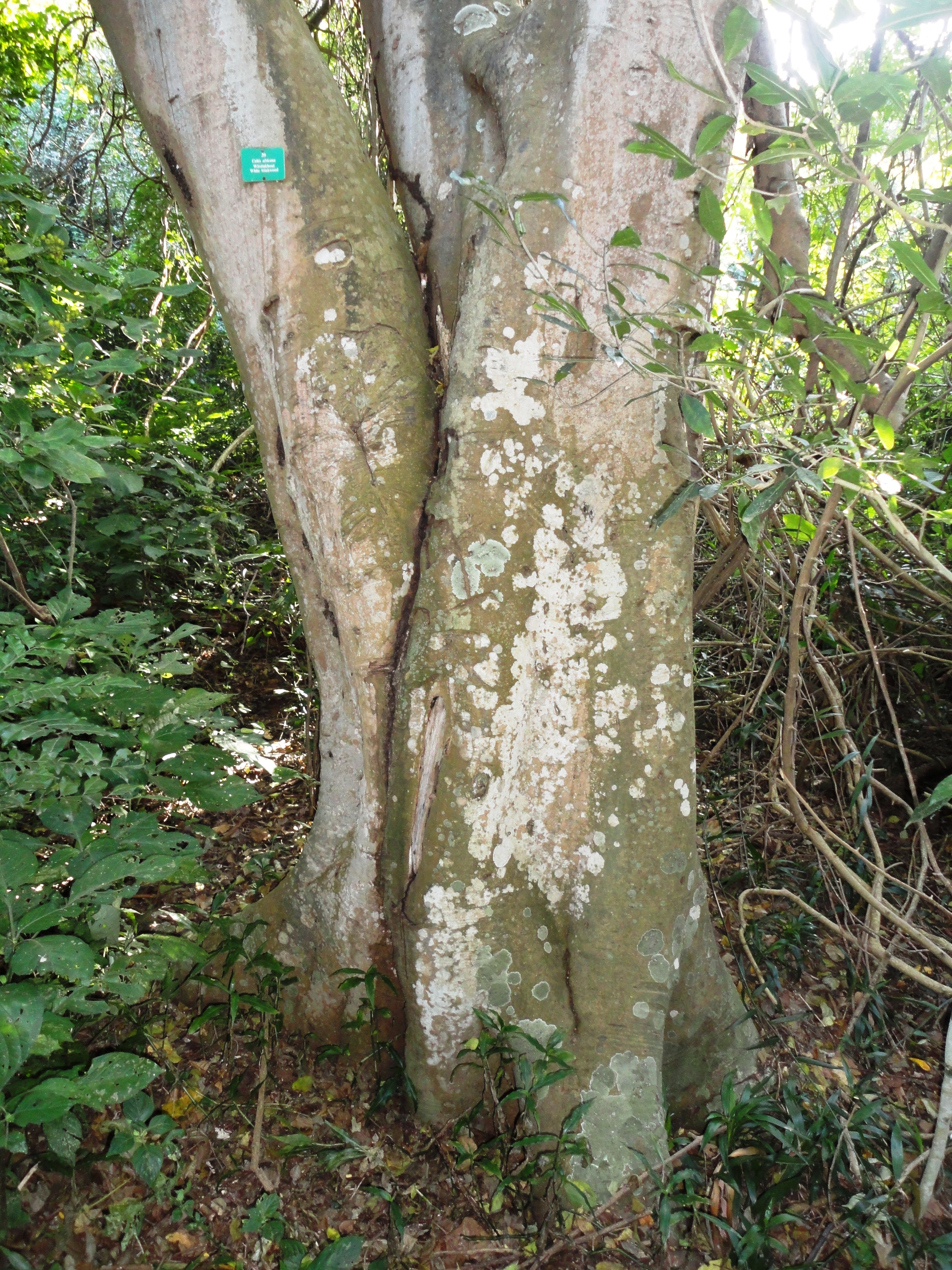
Tronc d'un arbre dans une forêt côtière près de Durban.

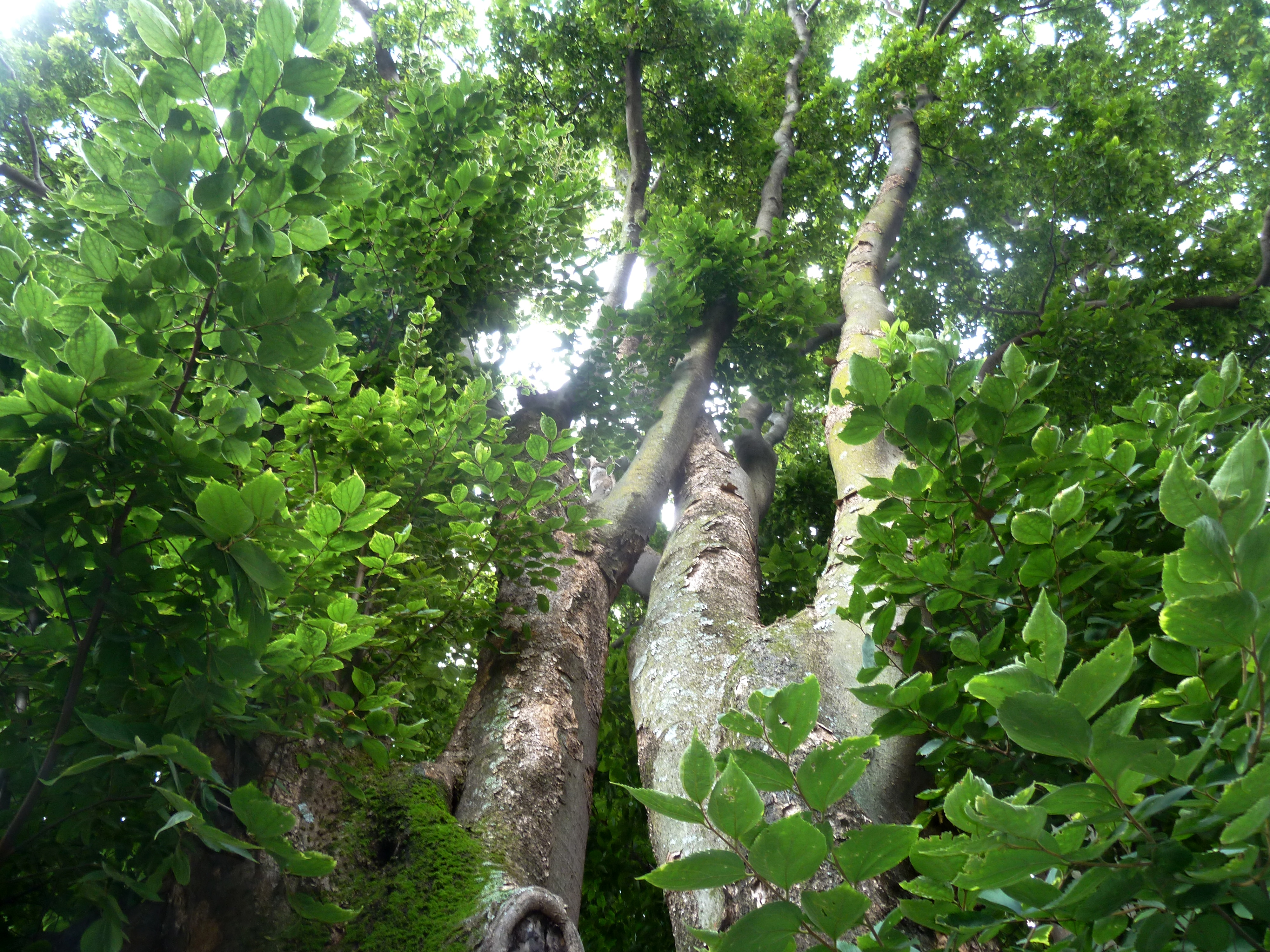
Feuillage d'été.

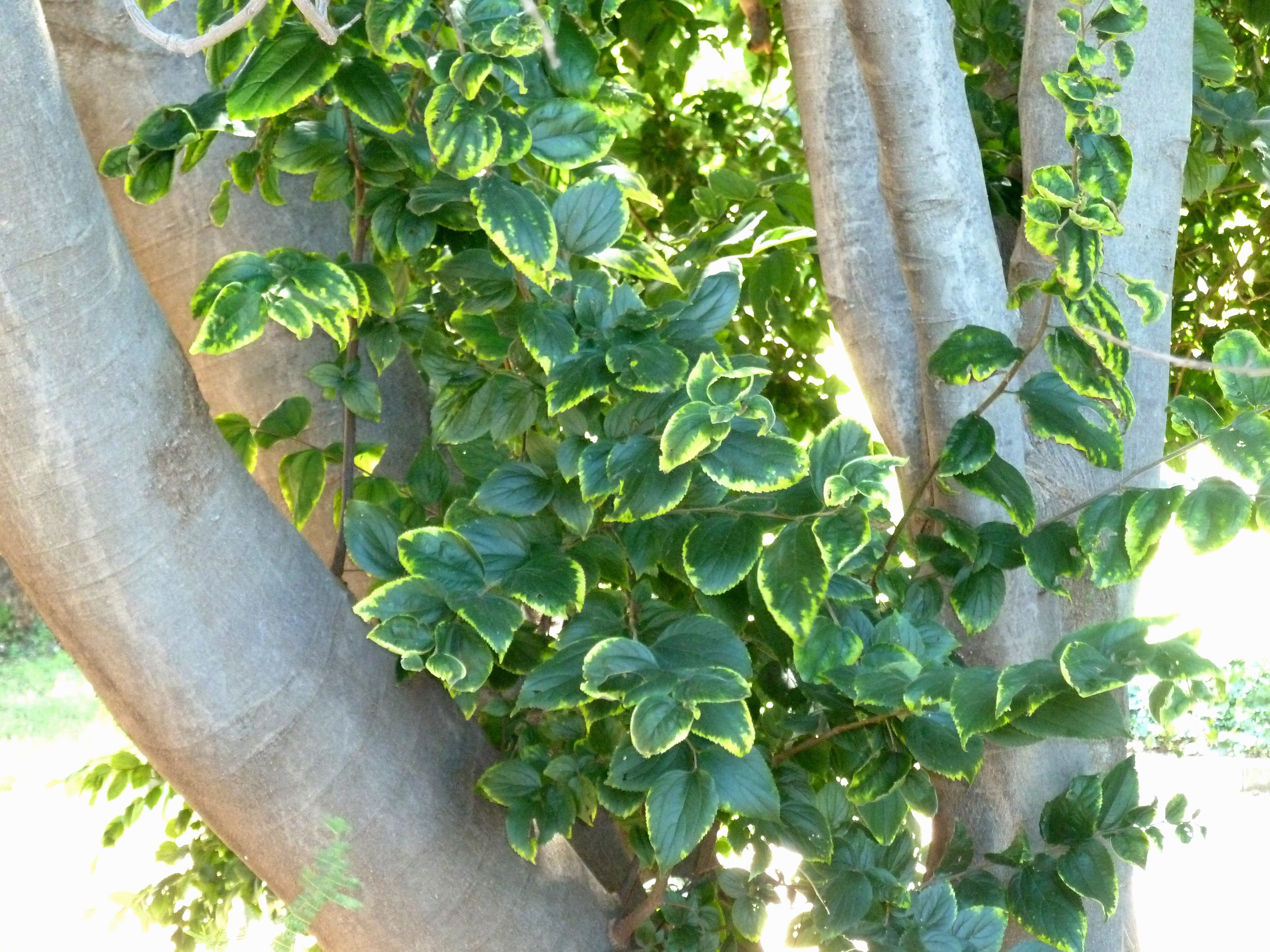
Les feuilles, simples et alternes, ont des bords dentelés qui jaunissent lorsque la saison s'avance.

Croissant de manière isolée dans les conditions favorables, Celtis africana atteint environ douze mètres de haut. Il porte habituellement une dense canopée hémisphérique. Le fût d'un arbre mature est épais, fourchu dans la partie près du sol. Dans une forêt, il peut atteindre vingt-cinq mètres, avec un fût unique. Dans un milieu de sols rocheux, il se présente comme un arbuste pouvant faire penser à un bonsaï. Le tronc est lisse, gris pâle ou blanc, qui pèle sur les vieux spécimens et il présente des branches horizontales.

### Feuillage
L'arbre est caduc dans les conditions sèches et froide de son aire intérieure de répartition en Afrique, mais semi-caduc près des côtes. Dans les régions où les hivers sont plus humides et doux, il conserve en général ses « vieilles » feuilles jusqu'à l'apparition du feuillage de printemps. Au printemps, il produit de nouvelles feuilles, tendres et vert-clair, qui contrastent avec le tronc pâle. Les feuilles sont simples, alternes, ovales à acuminées (pointues à leur extrémité), avec trois veines distinctives à leur base. Les bords sont dentelés (précisément, serretés) vers l'apex, tandis que le tiers basal tend à être lisse. Les nouvelles feuilles sont brillantes, vertes et poilues sur la face supérieure ; elles tendent vers un vert plus foncé et deviennent plus lisses au cours de leur maturation. Elles font de 15 à 100 mm de long et de 10 à 50 mm de large.

### Fleurs et fruits
Les fleurs sont petites, jaune pâle et sortent d'août à octobre. Les fruits sont portés par des tiges longues et fines ; ils sont de couleur jaune ou brune et font quatre millimètres de diamètre.

## Habitat et répartition
Il est présent dans une grande variété d'habitats, forêts humides et bushveld, gorges montagneuses et plaines de type savane. Son aire de répartition s'étend du Cap-Occidental vers l'est et le nord le long de la ligne côtière d'Afrique australe et, à l'intérieur des terres, dans des régions plus chaudes et plus humides et, plus au nord, jusqu'en Éthiopie.

## Écologie
Les feuilles de Celtis africana sont consommées par les bovins et les chèvres, y compris quand elles sont au sol.
Plusieurs espèces de Celtis servent de nourriture aux larves de nombreuses espèces de papillons, ceux du genre Libythea en particulier. Celtis africana est l'hôte de Libythea labdaca. Ses feuilles servent aussi de nourriture aux larves de Caloptilia celtina.
Les petites fleurs étoilées de couleur verte apparaissent entre août et octobre, les fleurs mâles et femelles sont séparées mais sont produites par le même arbre. Divers insectes servent de pollinisateurs, notamment les abeilles.
D'octobre à février, à la suite de la floraison, les fruits, arrondis (drupes), apparaissent. Ils sont portés en grand nombre par des tiges de un à deux centimètres de long. Au fur et à mesure de leur murissement, ils passent du vert au jaune-brun et au noir. Quoique de petite taille, ils sont suffisamment nombreux pour être une importante source de nourriture pour de nombreuses espèces d'oiseaux frugivores qui mangent les fruits et dispersent les graines dans leurs déjections. Il en résulte que la germination et la repousse se produisent non seulement aux abords des arbres, mais aussi dans des endroits variés tels que des failles dans les rochers ou du bois pourri, aussi bien que dans des sols favorables. L'attirance que les oiseaux ont pour Celtis africana en fait un arbre de choix pour les jardins qui leur sont destinés.
Ses fruits et ses graines sont consommés par de nombreux animaux, babouin chacma, singe vervet, tourtelette tambourette, perroquet robuste, pigeon rameron, touraco louri, touraco à huppe splendide, espèces du genre Colius, barbican à collier, barbican promépic, merle de Smith, cossyphe du Cap, cossyphe choriste, bulbul du Cap, bulbul des jardins, étourneau améthyste, amblyospize à front blanc…

## Culture
L'espèce est aisément cultivable à partir de ses graines, quoique pour un bon résultat il vaille mieux collecter les fruits sur l'arbre, car les graines des fruits tombés sont souvent endommagées par les insectes. Il est préférable de débarrasser les graines des restes du fruit car la pulpe de ce dernier inhibe la germination. Celtis africana est un arbre utile, planté le long des voies de circulation des zones urbaines de l'Afrique australe.
Il est préférable de réaliser les semis à quelques mètres des murs et des pavements mais, une fois démarrés, ils croîtront même dans des conditions difficiles.
Il y a parfois des réticences à le planter dans un jardin de petite taille, car il est relativement grand et certaines branches peuvent pousser selon un angle défavorable, se détacher et tomber. Cela peut néanmoins être prévenu par une taille et des pratiques d'arboriculture adaptées.

## Espèces similaires
Des espèces apparentées, du genre Celtis, ont été introduites en Afrique du Sud et sont couramment confondues avec C. africana. Ces espèces, aux feuilles typiquement moins poilues, ont été introduites pour leur ombrage dans les jardins et les parcs ; elles ont envahi les bords des rivières et d'autres espaces urbains. Certaines se sont hybridées car elles sont pollinisées par le vent. Celtis occidentalis, le micocoulier occidental, d'origine canadienne, se distingue par les verrues sur son écorce, ainsi que par ses fruits, nettement plus grands, d'environ un centimètre de diamètre. Celtis australis, le micocoulier de Provence, est d'origine méditerranéenne ; il arbore des feuilles avec une partie supérieure rugueuse et ses fruits ressemblents à ceux de C. occidentalis. Celtis sinensis, le micocoulier de Chine, est d'origine asiatique et a des feuilles sombres et brillantes, qui sont poilues sur leur seule face inférieure. Ses fruits sont orangé foncé, de six millimètres de diamètre. Ses fruits nombreux sont portés par des tiges courtes et robuste.
Trema orientalis était auparavant classé dans le genre Celtis car il peut facilement être confondu avec C. africana.
C. africana, le white stinkwood, n'a rien en commun avec Ocotea bullata, le black stinkwood, un bois de haute qualité ; leurs noms, proches, renvoient à l'odeur dégagée lorsqu'ils sont abattus.

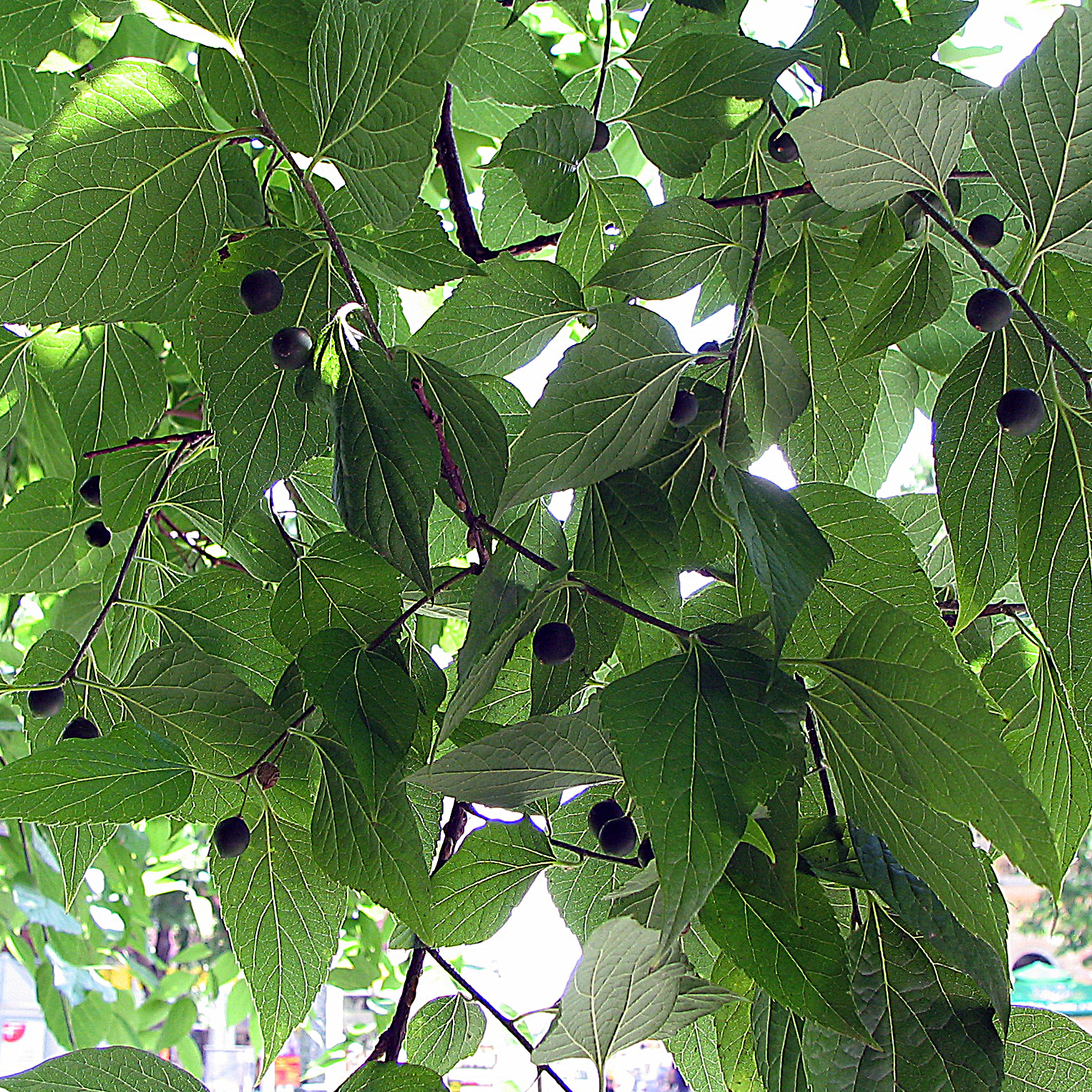
C. occidentalis a de larges fruits, noirs ou violets quand ils sont mûrs.
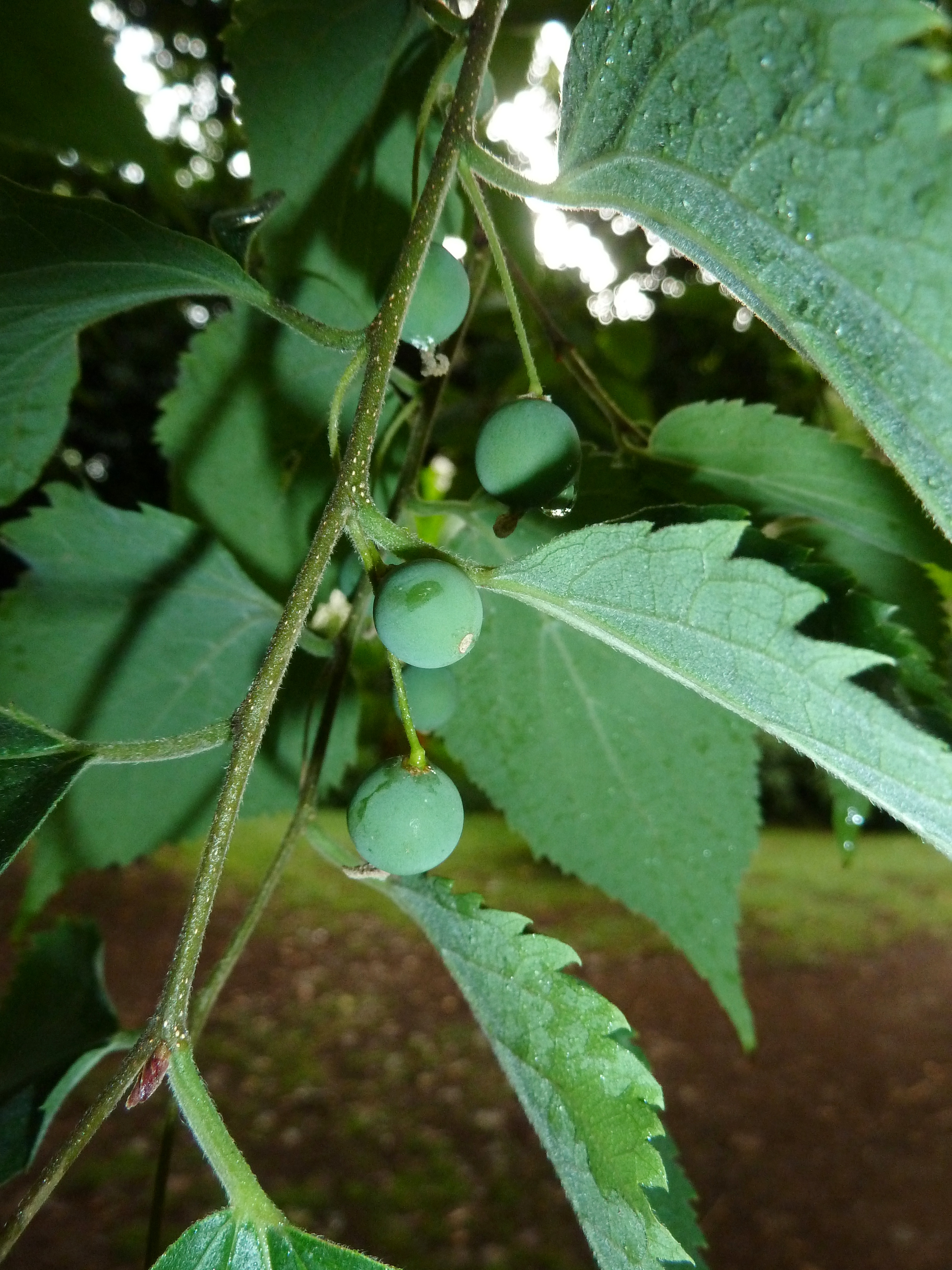
C. australis, avec de grands fruits verts. Ses feuilles ont la partie supérieure rugueuse.
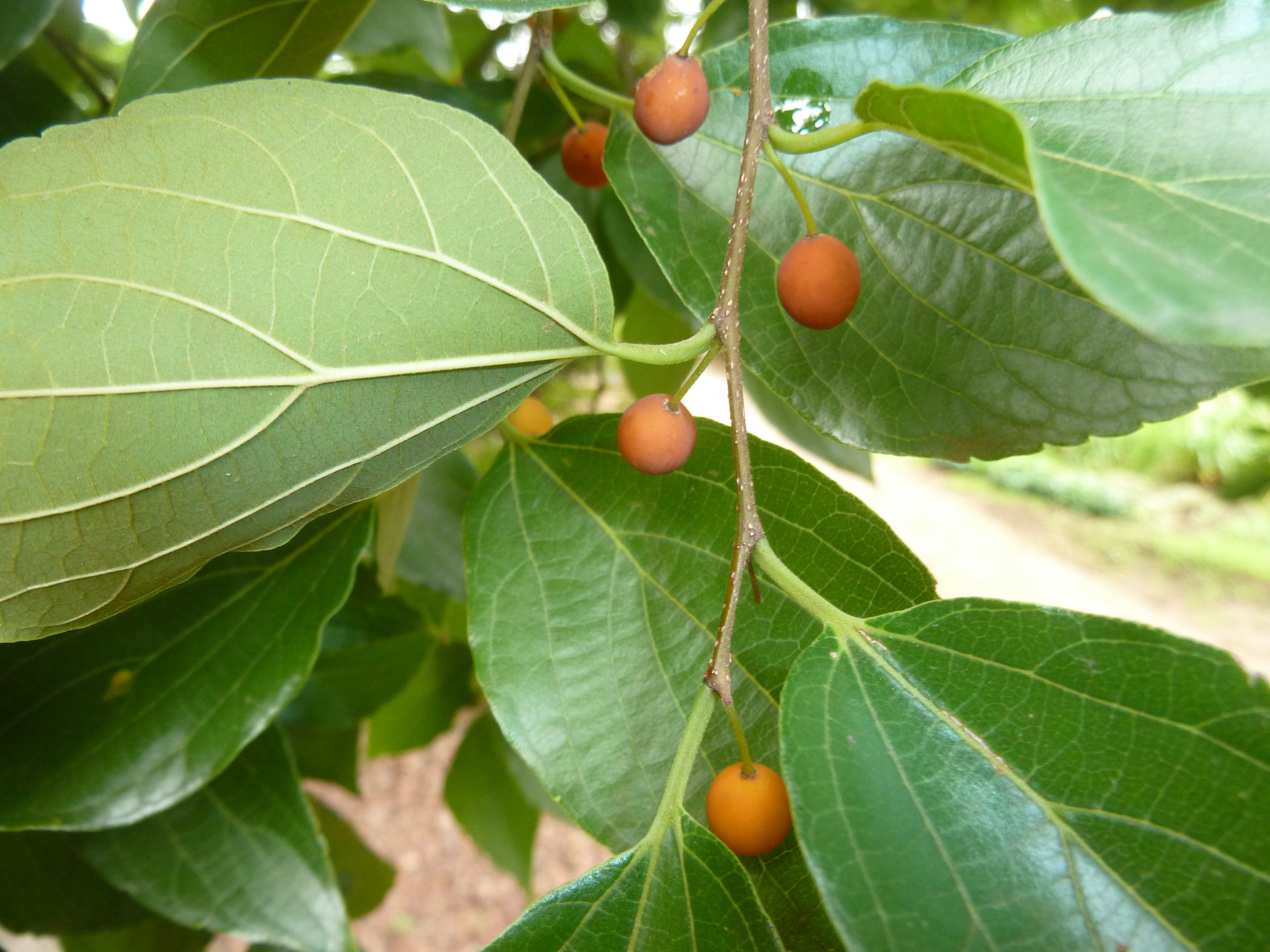
C. sinensis avec des fruits orange et des feuilles brillantes, presque glabres.